# Хуан Кампістегі
Хуан Кампістегуї Окскобі (ісп. Juan Campisteguy Oxcoby) (Монтевідео, 7 вересня 1859 -  4 вересня 1937)   —  уругвайський солдат, адвокат і політик, конституційний президент між 1927 і 1931 роками.

## Біографія
Син баскського ветерана оборони Монтевідео, він почав свою військову кар'єру, беручи участь у 3-му батальйоні Казадорес у 15 років під Махімо Таєс.   Він брав участь у революції Кебрачо, яка закінчилася 31 травня 1886 року. 
У 1886 році закінчив університет як юрист з дисертацією « Короткий розгляд національності та громадянства».   Він заснував разом з Хосе Батльєеє- і-Ордоньєсом газету El Día, де писав статті та хроніки того часу. 
Він був обраний депутатом Ріо Негро в 1891 році, а потім кілька разів іншими чинами у відомствах.  У 1897 році він був міністром фінансів з Хуаном Ліндольфою Куестасом, знову вступив до армії в чині підполковника.  Міністр уряду з Хосе Батльє-і-Ордоньєсом у період між 1903 і 1904 роках, пішов у відставку через розбіжності з останнім, ставши противником політики батлістів. 
Сенатор з 1905 р. і член Національної адміністративної ради 1921 року.  У 1927 був обраний президентом республіки.  Він головував на Установчих зборах, які розробили лист 1934 року. 

### Кабінет міністрів
| Міністерство                        | Ім'я                       | Період      |
| ----------------------------------- | -------------------------- | ----------- |
| Інтер'єр                            | Eugenio Lagarmilla         | 1927 - 1931 |
| Міжнародні відносини                | Руфіно Домінгес            | 1927 - 1931 |
| Казначейство                        | Едуардо Асеведо Альварес   | 1927 - 1931 |
| Війна і флот                        | Estanislao Mendoza і Duran | 1927 - 1929 |
| Війна і флот                        | Мануель Дубра              | 1929 - 1930 |
| Війна і флот                        | Хосе Марія Відур           | 1930 - 1931 |
| Правосуддя та громадські інструкції | Енріке Родрігес Фабрегат   | 1927 - 1929 |
| Правосуддя та громадські інструкції | Сантін Карлос Россі        | 1929 - 1931 |
| Громадські роботи                   | Венансіо Бенавідес         | 1927 - 1931 |
| Промисловість і робота              | Пабло Марія Мінеллі        | 1927 - 1931 |

| Попередник: Хосе Серрато | Президент Уругваю 1927-1931 | Наступник: Габріель Терра |